# 高里站
高里站位于江苏省南京市浦口区永宁街道，是一个京沪线、宁启线和宁西线上的铁路车站，于2007年11月23日作为合宁铁路南京枢纽的附属工程开通。车站目前为四等站，目前不办理客运业务，货运仅办理专用铁路货运业务。
高里站站场设有3个接发方向：京沪线的邻站为永宁镇和林场，其中上行正线外包车站站场；宁启线的邻站为浦口北站，与本站通过宁启C线连接；另外本站和林场站区间另设一条林高联络线（原京沪上行线）。车站站场与上行线间设有上海铁路局上海工务大修段高里基地，负责管内线路的长轨铺设、道岔大修以及桥隧路基大修任务。